# Kanton Verdun-sur-Garonne
Der Kanton Verdun-sur-Garonne ist ein französischer Wahlkreis im Arrondissement Montauban im Département Tarn-et-Garonne in der Region Okzitanien. Der Hauptort ist die Stadt Verdun-sur-Garonne. Vertreter im Generalrat des Départements ist seit 1994 Denis Roger (PRG).

## Gemeinden
Der Kanton besteht aus 13 Gemeinden mit insgesamt 21.217 Einwohnern (Stand: 1. Januar 2022) auf einer Gesamtfläche von 239,79 km²:
| Gemeinde                  | Einwohner 1. Januar 2022 | Fläche km² | Dichte Einw./km² | Code INSEE | Postleitzahl |
| ------------------------- | ------------------------ | ---------- | ---------------- | ---------- | ------------ |
| Aucamville                | 1.552                    | 22,91      | 68               | 82005      | 82600        |
| Beaupuy                   | 274                      | 11,81      | 23               | 82014      | 82600        |
| Bouillac                  | 577                      | 30,45      | 19               | 82020      | 82600        |
| Campsas                   | 1.472                    | 15,01      | 98               | 82027      | 82370        |
| Canals                    | 807                      | 7,35       | 110              | 82028      | 82170        |
| Dieupentale               | 1.644                    | 6,14       | 268              | 82048      | 82170        |
| Fabas                     | 695                      | 6,30       | 110              | 82057      | 82170        |
| Grisolles                 | 4.206                    | 17,60      | 239              | 82075      | 82170        |
| Mas-Grenier               | 1.303                    | 24,66      | 53               | 82105      | 82600        |
| Pompignan                 | 1.810                    | 12,17      | 149              | 82142      | 82170        |
| Saint-Sardos              | 1.135                    | 26,56      | 43               | 82173      | 82600        |
| Savenès                   | 828                      | 22,57      | 37               | 82178      | 82600        |
| Verdun-sur-Garonne        | 4.914                    | 36,26      | 136              | 82190      | 82600        |
| Kanton Verdun-sur-Garonne | 21.217                   | 239,79     | 88               | 8215       | –            |

Bis zur landesweiten Neuordnung der französischen Kantone im März 2015 gehörten zum Kanton Verdun-sur-Garonne die neun Gemeinden Aucamville, Beaupuy, Bouillac, Bourret, Comberouger, Mas-Grenier, Saint-Sardos, Savenès und Verdun-sur-Garonne. Sein Zuschnitt entsprach einer Fläche von 203,90 km2. Er besaß vor 2015 einen anderen INSEE-Code als heute, nämlich 8223.